# Округ Беркс (Пенсилванија)
Беркс (енгл. Berks County) је округ у америчкој савезној држави Пенсилванија.

## Демографија
По попису из 2010. године број становника је 411.442, што је 37.804 (10,1%) становника више него 2000. године.
| Група             | 2000.           | 2010.           |
| Белци             | 317.025 (84,8%) | 316.406 (76,9%) |
| Афроамериканци    | 13.778 (3,7%)   | 20.143 (4,9%)   |
| Азијати           | 3.785 (1,0%)    | 5.385 (1,3%)    |
| Хиспаноамериканци | 36.357 (9,7%)   | 67.355 (16,4%)  |
| Укупно            | 373.638         | 411.442         |